# Bal Gangadhar Tilak
Bal Gangadhar Tilak (izgovorjava: [baɭ ɡəŋɡaːd̪ʱəɾ ʈiɭək]), rojen kot Keshav Gangadhar Tilak (izgovorjava: [keʃəʋ ɡəŋɡaːd̪ʱəɾ ʈiɭək]) poznan tudi kot Lokmanya, indijski učenjak, učitelj,  matematik, filozof in nacionalist, *23. junij 1856, Ratnagiri, Bombajsko predsedstvo (danes zvezna država Maharaštra), † 1. avgust, 1920, Bombaj (danes Mumbaj).  
Tilak je bil indijski učenjak in nacionalist. Po koncu študija je poučeval matematiko in leta 1884 ustanovil Izobraževalno društvo Deccan, da bi prispeval k obširnejšemu izobraževanju ljudi. Prek dveh tednikov je kritiziral britansko vladavino v Indiji v upanju, da bo razširil priljubljenost nacionalističnega gibanja izven višjih slojev. Kot odgovor na razdelitev Bengalije je sprožil bojkot britanskega blaga in pasivni odpor – dve obliki protesta, ki ju je kasneje izvajal Mohandas K. Gandhi. Tilak je poleg tega odigral ključno vlogo pri podpisu hindujsko-muslimanskega sporazuma z Mohammedom Alijem Jinnahom. Vseskozi je bil bojevit ter je trdno nasprotoval tuji vladavini, a na starost je zagovarjal sodelovanje z Britanci z namenom dosega sprememb in reform.  
Življenje
Rojen je bil v družini srednjega razreda Brahman. Prvih deset let svojega življenja je preživel ob obali Arabskega morja. Leta 1866 je njegov oče, ki je bil učitelj, mentor in znan slovničar, dobil službo v Pooni (danes Pune). Tja se je tudi preselil, z njim pa njegovi ostali družinski člani, vključno s Tilakom. Poona je tako zaznamovala Tilakovo študijsko in začetno službeno obdobje, saj je na tamkajšnjem Deccan College študiral ter pridobil diplomi iz Sanskrita in matematike. Poleg tega je tam poučeval matematiko na zasebni šoli. Vmes se je za nekaj let preselil v Bombaj (danes Mumbaj), kjer se je posvetil študiju prava. 
Sočasno z začetkom njegove učiteljske kariere je Tilak na svoji bivši univerzi v Pooni ustanovil Izobraževalno društvo Deccan, katerega poglavitni namen je bil izobraževanje množic, zlasti v angleškem jeziku, saj naj bi bil le-ta učinkovito sredstvo za širjenje liberalnih in demokratičnih idej. Vendar se je društvo začelo s časom oddaljevati od svojih prvotnih ciljev, saj je znotraj njega prihajalo do zarot in prevar, na kar je Tilak odgovoril z odstopom s položaja vodje tega društva. 
Njegova močna narodna zavest ga je spodbudila k poglabljanju v politiko, pri čemer mu je zelo pomagal njegov širok študijski razpon. Sprva je v ljudeh skušal vzbuditi zavedanje o nepravičnem političnem dogajanju prek izdajanja časopisov Kesari in Mahratta. A britanske oblasti so Tilakovemu delovanju strogo nasprotovale, zato so ga leta 1897 obsodile na zaporno kazen za več let. Toda po osemnajstih mesecih je bil predčasno izpuščen. 
Ob vrnitvi osebne svobode je podprl bengalsko zahtevo o preklicu razdelitve Indije. Prav tako je zagovarjal bojkot angleških izdelkov in sestavil program pasivnega odpora, ki ga je poimenoval “Načela nove stranke” (ang. Tenets of the New Party). Gibanje je preplavilo narod in pojavilo se je upanje, da bo Tilakov program uničil vpliv britanske vlade ter ljudi pripravil na morebitno požrtvovanje za svobodo in neodvisnost Indije. Na uspešnost njegovega programa nakazuje tudi to, da je njegove principe kasneje prevzel Mohandas (Mahatma) Gandhi in jih uporabil v svojem programu satjagraha.  
Kljub uspešnosti se je glavni indijski politični stranki (Indijski nacionalni kongres) Tilakov aktivni odpor zdel preveč nasilen, zaradi česar so s Tilakom zašli v spor. Tilak je zagovarjal takojšnje reforme za priboritev neodvisnosti, Indijski nacionalni kongres pa postopne reforme manjšega obsega. Ti nesporazumi so povzročili razcep stranke leta 1907, po katerem se je Tilak s svojimi privrženci povezal v znameniti Lal-Bal-Pal triumvirat. Hkrati je razkol Indijskega nacionalnega kongresa izkoristila britanska vlada in Tilaka ponovno obsodila na 6 let zaporne kazni pod pretvezo, da naj bi zanetil teroristične akcije.  
V Mandalayskem zaporu v današnjem Mjanmaru je napisal več pomembnih del, ki jih je kasneje združil v eno pod naslovom Shrimadh Bhagvad Gita Rahasya. V njem je je staro hindujsko načelo s temeljem v idealu odrekanja preoblikoval v načelo nesebičnega služenja človeštvu. Poleg tega je v svojih delih poveličeval hindujsko kulturo. 
Leta 1914 je bil izpuščen iz zapora, a s slabim zdravjem, saj je v preteklih letih dobil sladkorno bolezen. Kljub temu se je znova podal v politiko in ustanovil Indijsko domorodno ligo (ang. Indian Home Rule League) s slavnim sloganom: “Swarajya je moja rojstna pravica in se bom zanjo tudi zavzemal.“ Leta 1916 se je združil z Indijskim nacionalnim kongresom ter z Mohammedom Ali Jinnahom, takrat bodočim ustanoviteljem Pakistana, sklenil Lucknow pakt, ki je zagotovil enotnost med Hindujci ter Muslimani. 
Čez dve leti je kot predsednik Indijske domorodne lige obiskal Veliko Britanijo, kjer je opazil rast in širitev britanske delavske stranke. Zaradi tega je z njo uspel vzpostaviti trdne povezave. Njegova opazka se je kasneje izkazala za koristno, saj je bil Indiji ravno pod vlado delavske stranke podeljen status neodvisnosti leta 1947. Tilak je takšen odnos vzpostavil kljub ostremu nasprotovanju vladavini Britancev, saj je v njem videl možnost napredka in reform. 
Leta 1919 se je vrnil domov, da bi se udeležil srečanja Indijskega nacionalnega kongresa v Amritsaru. Tam je predlagal omilitev Gandhijeve politike bojkota volitev zakonodajnega odbora. Namesto tega je predlagal, naj ob pogajanjih z regionalnimi oblastmi sledijo njegovi politiki ustrežljivega sodelovanja, da bi jih pridobili na svojo stran in sodelovali pri izvajanju potrebnih reform. Toda Tilak je, preden bi mu uspelo udejanjiti to idejo, leta 1920 umrl. 
Zaradi svojega velikega doprinosa k indijski osamosvojitvi je bil Tilak s strani Gandija oklican za stvarnika sodobne Indije, s strani prvega premiera neodvisne Indije Džavaharlala Nehruja pa za očeta indijske revolucije.  
Kulturna dejavnost
Po končani izobrazbi je Tilak zavrnil poklic državnega uslužbenca in s tem donosno plačilo ter se odločil, da bo svoje delovanje posvetil višjemu cilju narodnega prebujanja. Zagovarjal je izobraževanje žensk in njihovo opolnomočenje. Izobrazil je namreč vse svoje hčere, omožile pa so se po dopolnjenem šestnajstem letu. 
Poleg tega je predlagal nekatera velika praznovanja in tako denimo domače čaščenje Ganeše (hindujsko božanstvo) leta 1894 spremenil v velik javni dogodek.  Leto zatem je ustanovil odbor Sklad Shri Shivaji za praznovanje obletnice rojstva Shivajija, ustanovitelja imperija Marathe. Prek tovrstnih dogodkov je Tilak povečal narodni duh ne le izobražene elite, temveč tudi delavskega in kmečkega sloja, saj so takšna praznovanja vzbudila občutek enotnosti in s tem navdihnila nacionalistična čustva med Indijci. 
Prav tako je Tilak za časa svojega življenja ustanovil ter izdajal dva tednika z naslovoma Kasari in Mahratta. Prvi je izhajal v maratščini, drugi pa v angleščini.  Oba časopisa sta poudarjala veličastno preteklost Indije ter spodbujala zavest narodne svobode. S tem je bil Tilak prepoznan kot buditelj Indije, Kesari pa je kasneje postal dnevnik in izhaja še danes. 
Bal Gangadhar Tilaka  štejemo tudi za enega izmed začetnikov gibanja Swadeshi, katerega poglavitni cilj je bila samozadostnost Indije in s tem neodvisnost od Velike Britanije. Gibanje Swadeshi je kasneje postalo del gibanja za indijsko neodvisnost in je močno prispevalo k razvoju indijskega nacionalizma.  
Najpomembnejša dela
Shrimadh Bhagvad Gita Rahasya
To knjigo, znano tudi pod imenoma Gita Rahasya in Karmayog Shastra, je Tilak napisal v maratskem jeziku leta 1915, torej v času, ki ga je preživel v burmskem zaporu v Mandalayu. Gre za analizo karma joge, ki izvira iz Bhagavad-gite, sestavnega dela epske pesnitve Mahabharate ter svete knjige Hindujcev. Tilak je s to analizo zavrgel ortodoksno razlago, da je Bhagavad-gita učila ideal odrekanja; po njegovem mnenju je namreč učila nesebičnega služenja človeštvu. 
Arktični dom v Vedah
Gre za psevdozgodovinsko knjigo iz leta 1903 o izvoru Arijcev, v katerem je Tilak predstavil teorijo, da je bil Severni pol v pred ledeniški dobi njihov prvotni dom, ki so ga morali zapustiti zaradi ledenega potopa okoli 8000 pr. n. št. in se preseliti v severne dele Evrope in Azije v iskanju zemljišč za nove naselbine. V podporo svoji teoriji je navedel nekatere vedske himne, kronologijo ter koledarje s podrobnimi razlagami vsebine. 
Seznam del 
- Orion: An Ignored Historical Research, 1893.

- Orion: Or Researches Into The Antiquity Of The Vedas, 1893.
- The Arctic Home in the Vedas, 1903.
- Full & authentic report of the Tilak trial, 1908
- The trial of Bal Gangadhar Tilak: The Kesari prosecution, 1908.
- A missing verse in the Sankhya-karikas, 1915.

- Sri Bhagavadgita Rahasya, 1915.
- A Step in the Steamer, 1918.
- Bal Gangadhar Tilak: His Writings And Speeches, 1919.
- Vedic Chronology and Vedanta Jyotisha, 1925. [1]

V slovenski literaturi je Bal Gangadhar Tilak omenjen sledečih delih in besedilih: 

ČUŠ, Monika, 2010, Percepcija Indije v slovenskem tisku med leti 1918 in 1945. Diplomsko delo. Maribor: Univerza v Mariboru.   
UTROŠA, Martin, 2022, Od neuspešnega nasilnega do uspešnega nenasilnega boja: od upora sepojev do osamosvojitve Indije : od upora sepojev do osamosvojitve Indije. Magistrsko delo. Maribor: Univerza v Mariboru. 

Prevodov Tilakovih del v slovenščino ne obstaja. 

Priznanja in nagrade
Po Tilaku je poimenovana narodna nagrada Lokmanya Tilak, ki jo od leta 1983 podeljuje Sklad Lokmanya Tilaka. Vsako leto jo prejme Indijec, ki je svoje življenje posvetil krepitvi demokratičnih načel države in prispeval k Tilakovim sanjam o močni, moderni Indiji. 

Viri
Britannica: Bal Gangadhar Tilak. [citirano 12. 11. 2022]. Dostopno na naslovu: https://www.britannica.com/biography/Bal-Gangadhar-Tilak
ClearIAS. Bal Gangadhar Tilak: Father of Indian Unrest. [citirano 26.11.2022]. Dostopno na naslovu: https://www.clearias.com/bal-gangadhar-tilak/
Culturalindia. Bal Gangadhar Tilak. [citirano 12. 11. 2022]. Dostopno na naslovu:https://www.culturalindia.net/leaders/bal-gangadhar-tilak.html
IndiaToday. Remembering Bal Gangadhar Tilak. [citirano 20.11.2022]. Dostopno na naslovu: https://www.indiatoday.in/education-today/gk-current-affairs/story/remembering-bal-gangadhar-tilak-on-his-166th-birth-anniversary-1979037-2022-07-23
Vedantu. Bal Gangadhar Tilak Biography. [citirano 25.11.2022]. Dostopno na naslovu: https://www.vedantu.com/biography/bal-gangadhar-tilak-biography

Slike:
Slika 1. [citirano 22. 12. 2022]. Dostopno na naslovu: https://www.timescontent.com/tss/showcase/preview-buy/14043/News/Lokmanya-Bal-Gangadhar-Tilak.html  